# 씨엔알리서치
씨엔알리서치(C&R Research Inc.)는 대한민국의 임상시험수탁기관 기업이다. 본사는 서울특별시 강남구 역삼로 412 (대치동, 씨엔알빌딩)에 위치해 있으며 대표이사는 윤문태이다.

한국의 1호 임상시험수탁회사이다.

## 상장
2021년 12월 17일에 스팩합병을 통해 상장하였다. 

## 같이 보기
- 드림씨아이에스

## 참고문헌
1. ↑  윤현주, 2000원 넘게 주고 샀는데…주가 1000원 폭락한 회사 가보니, 한국경제, 2024.11.17
2. ↑  씨엔알리서치, +1.01% 상승폭 확대, 조선비즈, 2024.04.04
3. ↑  씨엔알리서치, 관계사 AI 의료기기 'Aid-U' 미국 FDA 허가 소식에 강세, 이투데이, 2024년 4월 3일
4. ↑  '씨엔알리서치' 52주 신고가 경신, 전일 외국인 대량 순매수, 한국경제, 2024년 4월 2일
5. ↑  윤현주, "아버지 1억, 저는 3600만원 물렸어요"…씨엔알리서치 가보니, 한국경제, 2024.01.15